# 닌텐도 뉴욕

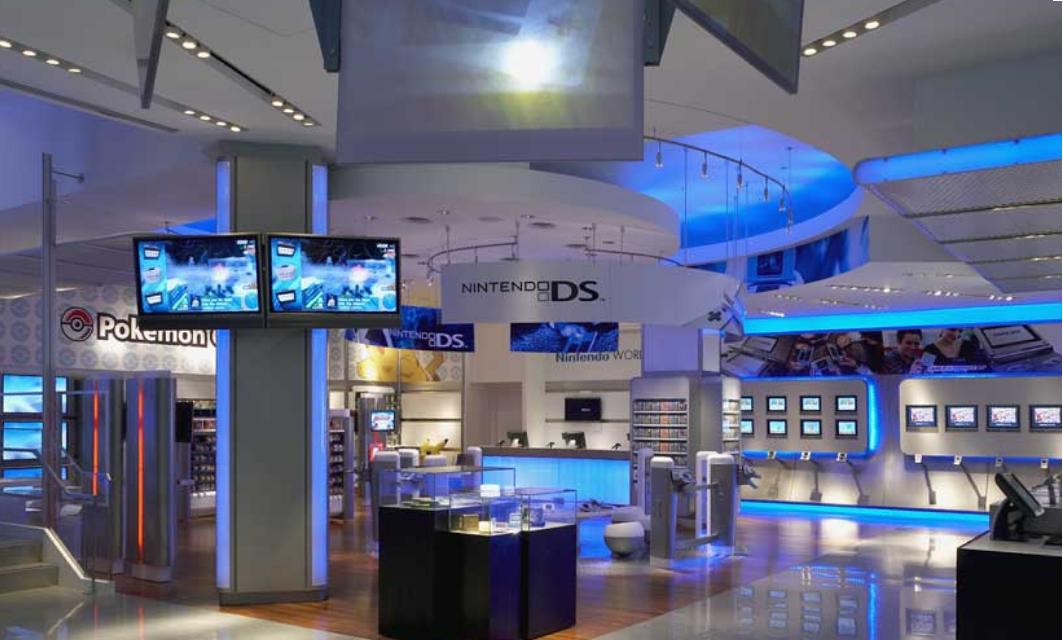
닌텐도 뉴욕의 내부 모습 (2006년)

닌텐도 뉴욕(영어: Nintendo New York)은 비디오 게임 회사 닌텐도가 운영하는 미국 뉴욕주 뉴욕에 있는 플래그십 스토어이다. 예전에는 닌텐도 월드 스토어(Nintendo World Store), 포켓몬센터(The Pokémon Center)라고 불리었다. 록펠러 센터 10 록펠러 플라자에 소재하고 있다. 닌텐도가 발매한 게임기와 게임 소프트 및 관련 상품을 판매하고 있다. 본래 2001년 11월 16일에 포켓몬센터라는 이름으로 개점하여 포켓몬스터 관련 제품만 취급하였지만 포켓몬스터를 포함한 닌텐도 제품 전반을 취급하는 점포 닌텐도 월드 스토어로 2005년 5월 14일에 재개점하였으며, 2016년 2월 19일에 현재 점포명으로 바꾸었다.
자매점으로 도쿄의 상업 시설 시부야 PARCO 6층에 Nintendo TOKYO가 2019년 11월 22일에 개점하였다.